# Max Daireaux
 (décembre 2024).
Si vous disposez d'ouvrages ou d'articles de référence ou si vous connaissez des sites web de qualité traitant du thème abordé ici, merci de compléter l'article en donnant les références utiles à sa vérifiabilité et en les liant à la section « Notes et références ».
Max Daireaux (Maximiliano Emilio Daireaux Molina) (1883-1954) a été un romancier, essayiste et critique littéraire franco argentin.

## Biographie
Max Daireaux est né à Buenos Aires le 18 juillet 1883, fils de l'avocat et écrivain français Émile Daireaux et de Amalia Molina Regueira, argentine, issue d'une famille traditionnelle de Buenos Aires. Après avoir effectué des études à Buenos Aires, il s'est installé en 1902 avec ses parents et ses 5 frères et sœurs à Paris, où il a complété sa formation en obtenant son diplôme d'ingénieur à l'École Supérieure des Mines de Paris. Cependant, dès son jeune âge, il s'est entièrement consacré à sa vocation littéraire, publiant en 1906 un premier recueil de poèmes, Les Pénitents Noirs.
Son frère Carlos Daireaux a été ministre de la marine d'argentine. Par sa mère, il est le cousin de Víctor Manuel Molina qui a été ministre des finances d'argentine.

### Engagement pendant la Première Guerre mondiale.
Max Daireaux est ajourné du service militaire en 1903 et 1904, et est déclaré apte au service auxiliaire en 1905. Mobilisé en 1914, il intègre le 1er régiment de génie le 4 août. Bien qu'il ait été mentionné comme renvoyé chez lui le 2 septembre 1914, cette annotation a été ensuite annulée sur son registre matricule. En janvier 1916, Daireaux est affecté à la 22e section du C.O.A., où il se consacre notamment aux relations entre la France et l'Amérique Latine. En raison de problèmes de santé, il est maintenu au service auxiliaire à partir du 22 octobre 1916, en raison de faiblesse et de tachycardie, avant d'être placé en sursis d'appel jusqu'en mars 1917. Pendant cette période, il publie Nos sœurs latines. Une fois son sursis expiré, il est immédiatement convoqué et réintègre la 22e section du C.O.A. avant de rejoindre la 20e section de secrétaires le 16 avril 1917, où il demeure jusqu'à la fin de la Première Guerre mondiale.

### Première étape littéraire en France
Ses préoccupations littéraires ont conduit Max, accompagné d'un groupe de jeunes écrivains et artistes (Pierre Parent, Marcel Plantevignes, Reynaldo Hahn), à établir une relation sociale et littéraire étroite avec Marcel Proust, qu'il a rencontré régulièrement à partir de 1908 à Cabourg, où la famille Daireaux louait une maison d'été sur la côte normande, appelée « Villa Suzanne ». En réalité, ils s'étaient rencontrés à Paris, lorsque Proust fréquentait Neuilly, où résidaient les Daireaux. C'est dans le Grand Hôtel de Cabourg que Proust aurait composé son œuvre initiale, Les plaisirs et les jours (1896), qu'il dédia par la suite à Max avec affection. La correspondance entre Proust et Daireaux, qui comprend plus de vingt lettres (1909-1911), est conservée dans l'ample œuvre de Philip Kolb. À cette époque, Max a fait connaître son roman Les premières amours d'un inutile (1910, Calmann-Lévy), qui a reçu une note élogieuse de Proust. Peu après, il publia Timon et Zozo (1912) et Le plaisir d'aimer (1913).
Pendant la Première Guerre mondiale, Daireaux s'est engagé dans une Compagnie mobile d'ingénieurs, et plus tard, il a été affecté à la direction de la section Amérique Latine du Ministère des Affaires Étrangères. En 1917, il écrivit une pièce de théâtre allégorique intitulée Nos sœurs latines, qui évoquait les jeunes nations d'Amérique Latine et qui fut jouée avec succès au théâtre du Trocadéro par la Comédie-Française.
L'activité littéraire de Daireaux et sa réputation se sont accrues dans les années 1920, période durant laquelle il a publié Timon Le Magnifique (1921), La Toscanera (1923), Le Gaucho (1925), L'envers d'un homme de bien (1925), Plaire (1928), La Clota (1928), L'amour en l'Amérique du Sud (1929) et Le poète et l'infidèle. Un amour impossible (1930). Son œuvre, souvent inspirée par le romantisme, se déroulait fréquemment en Amérique du Sud et prenait la forme de nouvelles. Ses qualités personnelles, sa présence distinguée et sa sociabilité lui ont permis de s'intégrer dans les cercles littéraires français, au sein du PEN Club et parmi les groupes qui fréquentaient les salons et réunions littéraires traditionnels, où l'on retrouvait notamment les Daudet (Lucien et Léon), Georges Duhamel, Maurice Barrès, Francis de Miomandre, Paul Morand, Jules Supervielle, Valery Larbaud, Anne de Noailles, ainsi que quelques latino-américains comme Alfonso Reyes, Gonzalo Zaldumbide, Teresa de la Parra et Enrique Gómez Carrillo, etc.

### Culture sud-américaine
Paulette Patout décrit Max Daireaux en ces termes : "Daireaux est un franco-argentin, descendant d'une famille française établie en Argentine. Il vit à Paris tout en effectuant de fréquents voyages en Amérique, où il a de nombreux amis dans la haute société de Buenos Aires. À Paris, malgré ses dix romans, il est davantage reconnu comme critique littéraire grâce à son ouvrage À la recherche de Stendhal."
Max Daireaux a publié plusieurs travaux de critique, dont À la recherche de Stendhal, une analyse littéraire jugée précieuse, ainsi que Sabater peintre de sorcières, consacré à l'examen de l'œuvre du peintre espagnol Daniel Sabater et Salabert (1888-1951).
Il a constamment porté son intérêt vers la littérature sud-américaine, intégrant le Comité France-Amérique et cultivant de nombreuses relations littéraires avec des figures telles que Ventura García Calderón, Gabriela Mistral (qui lui a dédié un magnifique poème intitulé Cosas en 1938), Teresa de la Parra, Enrique Gómez Carrillo, Alfonso Reyes, Alcides Arguedas et le jeune Miguel Ángel Asturias. Daireaux a entretenu des liens fréquents avec de nombreux écrivains argentins, parmi lesquels Victoria et Silvina Ocampo, avec qui il avait des liens de parenté, mais aussi Ricardo Güiraldes, Oliverio Girondo, Juan Pablo Echagüe, Norah Lange et d'autres auteurs. Cela l'a conduit à publier en 1930 Panorama de la littérature hispano-américaine, l'une des premières études sur la littérature moderne d'Amérique du Sud, qui a connu un grand succès et a permis en Europe, et particulièrement en France, de découvrir de nouveaux talents littéraires américains, dont Jorge Luis Borges. Auparavant, il avait activement participé à Amérique Latine (1923) et à la Revue de l'Amérique Latine avec des collaborateurs comme Jean Cassou et Francis de Miomandre, où étaient publiées des critiques et des commentaires sur des auteurs hispano-américains et leurs œuvres. En Argentine, il a également contribué à des revues littéraires telles que Nosotros, ainsi qu'aux journaux La Prensa et La Nación.
Daireaux a aussi publié divers essais biographiques, comme Melgarejo (dédié à l'écrivain bolivien Alcides Arguedas), en versions française et espagnole, un vif étude historique sur la Bolivie du XIXe siècle et ses conflits internes, centrée sur la figure d'un dictateur caudilliste et violent, Mariano Melgarejo. En 1936, il a publié son réussi Villiers de L'Isle Adam, un portrait de l'écrivain accompagné d'une excellente analyse de son œuvre. Ce livre fut le favori du Prix Femina Vacaresco 1937, mais battu par Rostopchine européen ou slave de Maurice de la Fuye. En 1945, il a sorti Cervantès (éd. Desclée de Brower), une intéressante biographie de Cervantès, qui débute par une description colorée d'une bataille navale, suivie d'une vue d'ensemble de l'œuvre cervantine.
Cette activité littéraire a été accompagnée d'un large travail de traduction, principalement d'auteurs sud-américains, et de critiques littéraires dans les journaux et revues mentionnés précédemment. "Max était vraiment très prolifique", selon Sylvia Molloy, qui a qualifié Panorama de "première histoire de la littérature hispano-américaine écrite par un Français" (en l'occurrence, un Franco-Argentin). Elle a ajouté que "Max Daireaux a été un traducteur important et a beaucoup contribué à la diffusion des lettres hispano-américaines en France". Dans sa bibliographie, Molloy mentionne des textes de Joaquín V. González, José Martí, Lugones, Alfonsina Storni, Gómez Carrillo et López Albújar que Daireaux a traduits pour la Revue de l'Amérique Latine. Il a également traduit des œuvres de l'écrivain portoricain Eugenio María de Hostos et de Ventura García Calderón, un diplomate péruvien né à Paris, fils d'un président du Pérou.
Il convient de noter qu'en plus de sa correspondance avec Proust, Daireaux a eu d'importants échanges avec Alfonso Reyes et Marguerite Yourcenar.

### Décès
Max Daireaux est décédé à Paris le 29 juillet 1954, et ses restes ont été inhumés au cimetière de Passy. Il a laissé derrière lui sa veuve, Gabrielle Ramelot.

## Accueil critique de l'œuvre

### Plaisir d'aimer
Francis Chevassu considère que Max Daireaux n'est pas un écrivain « particulièrement ambitieux » mais qu'il réussit à « distraire » son lecteur avec son nouveau livre, Le Plaisir d'aimer, qui est « tout à fait agréable et ravissant ». Selon Chevassu, les « suites » aux œuvres à succès peuvent parfois « contrarier » les lecteurs, mais ici, Daireaux donne satisfaction en permettant de retrouver des « menus héros » intéressants. Il note que, dans ce roman, la « tendresse l'emporte » sur l'esprit, tout en soulignant que ce dernier n'est jamais « sacrifié ». La « charmante et ridicule » gaucherie du jeune Hector et le développement de son cœur par son cousin Renaud sont mis en avant, avec une « aimable ironie » qui crée des « coïncidences » inattendues. Chevassu décrit Le Plaisir d'aimer comme un roman « psychologique » où « nuances et demi-teintes » sont « disposées avec délicatesse », offrant une expérience de lecture harmonieuse.

### Villiers de l'Isle-Adam
Lucien Descaves exprime une « opinion » nuancée sur l'œuvre de Max Daireaux concernant Villiers de l'Isle-Adam. Tout en reconnaissant l’intérêt de l’« ouvrage biographique et critique », il souligne que Daireaux « altère la vérité » concernant la scène du mariage de Villiers, attribuant à Huysmans un rôle qu’il n’a pas joué. Selon Descaves, Huysmans, loin d’être un « tortionnaire », se préoccupait de manière « admirable » du destin de la femme et de l’enfant laissés derrière. Il s’oppose également à Daireaux sur l’idée que Huysmans aurait « isolé » Villiers, affirmant que l’« isolement » existait déjà, et que la rupture entre Huysmans et Bloy était due à des motifs plus complexes. Enfin, Descaves défend les actions de Huysmans et Mallarmé, jugeant leur « devoir » envers l’œuvre de Villiers rempli, en dépit des accusations de négligence formulées par Daireaux.

### L'envers d'un homme de bien
Henry Poulaille critique L'Envers d'un homme de bien de Max Daireaux en le présentant comme un « réquisitoire violent » contre la bourgeoisie, qu'il dépeint comme « menteuse et papelarde ». Il décrit M. Brossard, le protagoniste, comme un « philanthrope, vaniteux homme de bien qui croit, du moins, être un homme de bien », soulignant la nature caricaturale de son portrait. Poulaille affirme que Daireaux « fouaille » la bourgeoisie avec une « ironie sans pitié » et souligne la qualité de l'écriture en qualifiant le livre de « lecture attrayante et utile ». Il conclut que le livre est « d'une lecture attrayante et utile », malgré le silence de ses contemporains sur l'écrivain qui n'est « pas à leur honneur », soulignant que « c'est tant pis pour eux » car les lecteurs devraient découvrir et apprécier ce « bon livre ». 

### Cervantès
Luc Estang exprime une opinion élogieuse sur le livre de Max Daireaux, soulignant que c'est « un récit d'une des existences les plus mouvementées qui se puissent imaginer ». Il apprécie la façon dont Daireaux présente « l'homme, c’est Miguel Cervantès, éclairé de l'extérieur vers l'intérieur », ce qui rend l'œuvre accessible à un « public plus large ». Estang considère que Daireaux éclaire « l'humanité de Cervantès par les mille traverses qu'elle a rencontrées », et souligne que ces échecs ont conduit à la réussite de Don Quichotte. Il critique ceux qui transforment le roman en une « machine de guerre subversive », affirmant que c'est « aller chercher l'esprit de système là où il n'est pas ». Estang conclut que l'ouvrage de Daireaux, en mettant en lumière la personnalité de Cervantès, offre « une intuition psychologique » précieuse sur le mystère de la création littéraire.

## Distinctions
- Prix Jules-Davaine de l'Académie française en 1914 pour le Plaisir d'aimer [17]
- Prix Hérédia de l'Académie française en 1934 pour l'ensemble de son œuvre[18]
- Grand Prix Littéraire de la ville de Nice en 1952 pour Babylas, exæquo avec Contes à pic de l'alpiniste Samivel[19].

## Décoration
- Chevalier de la Légion d'honneur décerné en 1936[20]

### Auteur
- Babylas, Paris : Denoël, 1952
- Melgarejo : un tyran romantique, Paris : Calmann-Lévy, 1945
- J'entrerai dans ton coeur, Paris : Société d'Editions et de Publications, 1941 (réédition : Paris : J. Tallandier , 1956)
- José Marti, 1853-1895, Paris : les Éditions France-Amérique, 1939
- Villiers de l'Isle-Adam : l'homme et l'oeuvre, avec des documents inédits, Bruges : Desclée De Brouwer et Cie , 1936.
- Montalvo, avec Gonzalo Zaldumbide
- Initiation à la vie en Argentine, par Max Daireaux, L. Diffloth, Roberto Gache, Pierre Janet [et al.] ; introduction de M. T. A. Le Breton ; conclusion de M. F. Georges-Picot, Paris : Librairie Armand Colin, 1935
- Sabater, peintre des sorcières, Paris : Per orbem, 1931
- Panorama de la littérature hispano-américaine, Paris : Kra, 1930
- Amour en Amérique du Sud, Paris : Edgar Malfére, 1930
- Le Poète et l'Infidèle. Un amour impossible, roman, Paris : la Nouvelle Société d'édition, 1930
- Plaire, Paris : Arthème Fayard, 1928
- A la recherche de Stendhal, Genève : Editions Revue mensuelle, 1929.
- L'envers d'un homme de bien, Paris : Albin Michel, 1925
- La Toscanera, roman, Paris : Albin Michel, 1923
- Timon le magnifique, roman, Paris : Albin Michel, 1921
- Cervantès, Paris : Desclée de Brouwer, 1920
- Nos sœurs latines, tableau allégorique en vers, Paris : Calmann-Lévy, 1917
- Timon et Zozo, Paris : Calmann-Lévy , 1912
- Les premières amours d'un inutile, Paris : Calmann Lévy, 1910
- Le Plaisir d'aimer, Paris : Calmann-Lévy, 1910
- Les Pénitents noirs, poèmes, Paris : E. Sansot, 1906

### Traducteur
- Théâtre choisi, par Florencio Sánchez ; traduit de l'espagnol par Max Daireaux ; préface de Enrique Diez-Canedo, Paris : Institut international de coopération intellectuelle
- La Vengeance du Condor, par Ventura García Calderón ; récits péruviens traduits de l'espagnol par Max Daireaux et Francis de Miomandre ; préface de Gérard d'Houville,  Paris : Excelsior , 1925
- Danger de mort, par Ventura Garcia Calderon ; récits péruviens traduits de l'espagnol par Max Daireaux et Francis de Miomandre, lettre liminaire de Claude Farrère / Paris : Éditions Excelsior, 1926
- En Argentine on sourit, par Enrique Loncan ; traduit de l'espagnol par Max Daireaux ; préf. de Gabriel Hanotaux, Paris : Librairie Stock, 1939
- Essais, par E. M. de Hostos ; traduit de l'espagnol par Max Daireaux ; préfaces de P. Henriquez Urena et A. S. Pedreira, Paris : Institut international de coopération intellectuelle

### Théâtre
- Les Ailes d'amour, comédie aéronautique en 1 acte, coécrit avec Albert Acremant (1882-1952)

### Scénariste
- Le Collier (film, 1931)